# Паро (провинция)
Паро (дзонг-кэ སྤ་རོ་, вайли spa-ro) — одна из девяти исторических провинций Бутана.
Находилась на западе Бутана, примерно совпадая с нынешним дзонгхагом Паро. Столицей был город Паро, в центре которого находилась крепость Ринпунг-дзонг. Провинцией управлял Паро-пенлоп — главный соперник за власть до установления монархии. К XIX веку, этот «губернатор» эффективно контролировал весь запад страны:123, 132.

## См. также

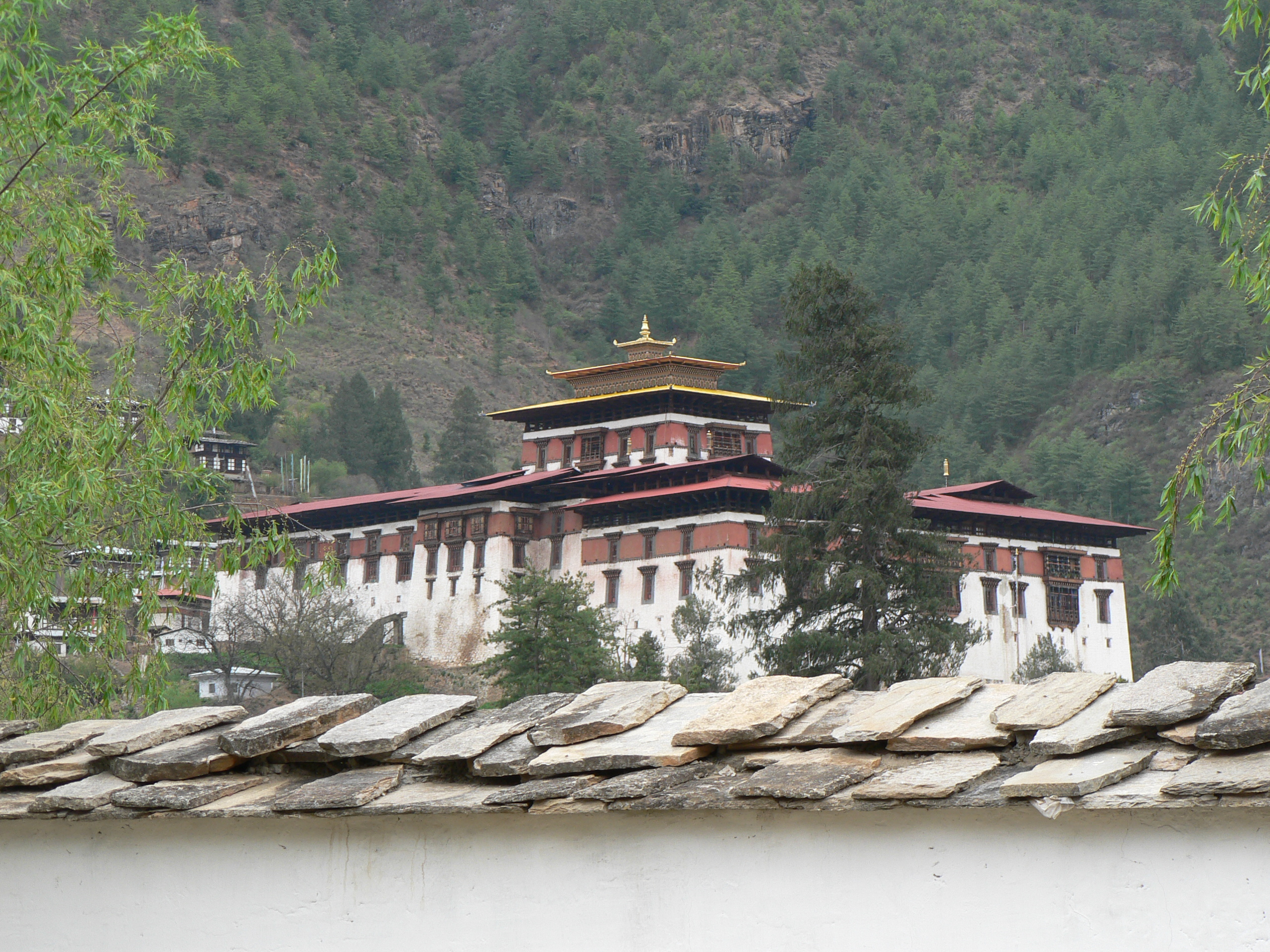
Паро-дзонг, административный центр провинции Паро